# 마나고촌
마나고촌(真名子村)은 도치기현 가미쓰가군에 설치되었던 촌이다. 현재의 도치기시에 해당한다.